# Хорхе Манісера
Хорхе Карлос Манісера Фуентес (ісп. Jorge Carlos Manicera Fuentes; нар. 4 листопада 1938, Віла-Долорес, Монтевідео, Уругвай — пом. 28 вересня 2012, Монтевідео, Уругвай) — уругвайський футболіст, захисник.

## Клубна кар'єра
Футбольну кар'єру розпочав 1958 року в уругвайському клубі «Рампла Хуніорс». Потім він грав з 1962 по 1967 рік виступав за «Насьйональ» (Монтевідео), де виграв чемпіонат Уругваю 1963 та 1966 років і став фіналістом Кубку Лібертадорес 1967 року. Разом з воротарем Роберто Сосою та Еміліо Альваресом сформував захист «Болсоса». У 1967 році переїхав до бразильського «Фламенгу» (Ріо-де-Жанейро). Разом з командою вигравав чемпіонат Бразилії 1967 та 1968 років, а також віце-чемпіоном 1970 року. У команді з Ріо-де-Жанейро виступав до 1970 року. У 1971 році протягом декількох місяців виступав за «Серро», після чого завершив кар'єру гравця.

## Кар'єра в збірній
У футболці національної збірної Уругваю дебютував 1962 року. Учасник чемпіонату світу 1966 року, де зіграв три матчі групового етапу турніру. Разом з Орасіо Троче сформував тандем центральних захисників уругвайської збірної на турнірі. Востаннє футболку національної команди одягав 1967 року. Загалом у складі збірної Уругваю зіграв 22 матчі.

## Особисте життя
У 1965 році одружився з Мартою Сонею Дюран, пара виховала доньку.

## Досягнення
«Насьйональ»
- Прімера Дивізіон Уругваю
  -  Чемпіон (2): 1963, 1966